# A mezőkovácsházi zsidóság története
Mezőkovácsházán jelenleg csak egy zsidó család él, azonban a 19-20. században akár 3-4 százalékát is adhatták a település teljes népességének. A közösség a 20. század első felében élte fénykorát; a legnagyobb érvágást az 1944-es vészkorszak jelentette, a megmaradó zsidók pedig a század második felében távoztak a városból, nagyrészt Izraelbe.

## A mezőkovácsházi zsidók történelme
A Mezőkovácsházi járás székhelyén 1835-ben még csak négy izraelita vallású, illetve származású család élt. 1870-ben már 4, míg 1880-ban már 92 (2,5 százalék) zsidó lakott a községben. 1895-ben alapították a helyi Chevra Kadisát, 1912-ben pedig felépült a zsinagóga, fürdővel és rabbiházzal.

### A holokauszt

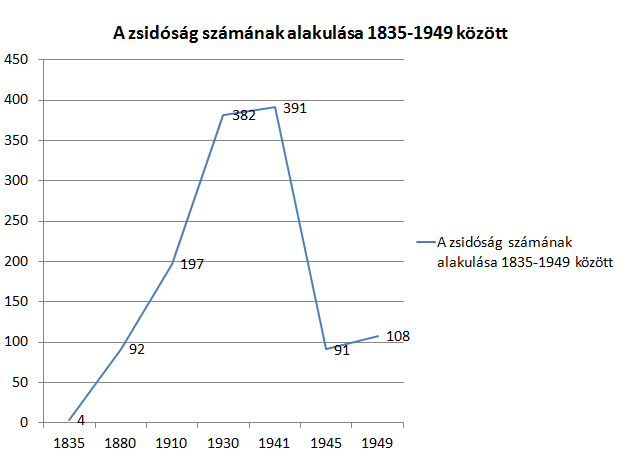
A mezőkovácsházi zsidóság számának alakulása 1835-1949 között

A helyi zsidókat 1944. május 15-étől a Közjóléti Szövetség méntelepén kialakított gettóba zárták. Oda kerültek még a reformátuskovácsházi és végegyházi zsidók is. A zsúfoltság igen nagy volt. A tábor rendelkezett szülőszobával, hullakamrával és konyhával is. A temetőt a helyi izraelita sírkertben jelölték ki. A tábor területén történtek sikertelen öngyilkossági kísérletek. Az itteni zsidókat június 17-én átvitték Békéscsabára. Végül német munka- és haláltáborokba deportálták őket. A többséget Auschwitzban ölték meg. A mártírok száma több mint 300 főre tehető. A hitközség 1945 után újjáéledt. A településen 1949-ben még 108 fős izraelita közösség működött. A többség a későbbiekben alijázott, vagy az 1956-os események hatására hagyta el Magyarországot. Az elnéptelenedett zsinagógát és a hozzá tartozó épületeket 1974-ben lebontották. 2015-ben már csak egy zsidó család él a városban.

## Szerepük Mezőkovácsháza történelmében
A zsidó közösség tagjai a helyi kereskedelemben mindig is fontos szerepet töltöttek be, az országos tendenciával ellentétben itt a Horthy-korszakban is nőtt a zsidók száma, 1910-ben 197 (4,4 százalék) zsidót, de 1930-ban már 382 izraelitát számoltak össze. A településen 1941-ben 391 (6,5 százalék) izraelita vallású és 7 keresztény hitű, de zsidó származású embert tartottak számon.